# Over Soul
Over Soul è un brano musicale di Megumi Hayashibara, scritto da Takahashi Go e dalla stessa Hayashibara, e pubblicato come singolo il 29 agosto 2001 dalla Starchild Records. Il brano è stato incluso negli album della Hayashibara feel well e Plain. Il singolo raggiunse la settima posizione della classifica settimanale Oricon, e rimase in classifica per otto settimane, vendendo 111 000 copie. Unsteady è stato utilizzato come sigla d'apertura della serie televisiva anime Shaman King, mentre il lato B trust you come sigla di chiusura.

## Tracce
CD singolo KICM-3016
1. Over Soul - 3:54
2. trust you - 3:27
3. Over Soul (Off Vocal Version) - 3:54
4. trust you (Off Vocal Version) - 3:27

Durata totale: 14:41

## Classifiche
| Classifica (2001)                        | Posizione più alta |
| ---------------------------------------- | ------------------ |
| Giappone (Classifica settimanale Oricon) | 7                  |